# Pilar Soberón
María Pilar Soberón García San Sebastián,  Guipúzcoa 1971) es  una artista contemporánea española residente en el País Vasco. Sus temas se desarrollan en torno a la naturaleza. Profesora de la Universidad del País Vasco. Primer Premio de Artistas Noveles de Guipúzcoa 1995.

## Formación
Licenciada en Bellas Artes en el año 1994 por la Universidad del País Vasco, en la especialidad de Escultura y audiovisuales  Obtuvo el doctorado por la misma universidad en el año 2016, obteniendo la calificación de doctora cum laude en Bellas Artes en la Facultad de Bellas Artes de EHU-UPV.  con la tesis doctoral: “In-fluido: Lo fluido como concepto y práctica artística”, profesora adjunta en el Departamento de Escultura de esta misma universidad.

## Trayectoria profesional
En el año 2000 Inicia su trayectoria expositiva  realizando exposiciones tanto en galerías como en centros institucionales tales como la Sala Koldo Mitxelena en San Sebastián, la galería Vanguardia en Bilbao, el Kunstsommer Festival en Wiesbaden (Alemania), ART 1307 en Nápoles, Mia Fair en Milán, etc. 

## Exposiciones

### Individuales
2000 I-Fluido. Sala de exposiciones Torre-Luzea, Zarautz (Guipúzcoa).
2006 ZEHARKATZEN Crossing -Limits. Centro Cultural Bastero, Andoáin (Guipúzcoa)
2009 CONNEXIONS. Arteko Galería, San Sebastián. Proyectos en construcción en gestación. Intervención artística en Arista, San Sebastián.
2010 AEOLIA. Galería Vanguardia, Bilbao. PROZESU. Intervención artística, Playa La Concha, Festival Olatu Talka, Ayto. San Sebastián.
2011 ORO.GRAFIK. Arteko Galería, en esta exposición se publicó el libro Oro Grafik. ARTESANTANDER 2011. Feria internacional de Arte Contemporáneo. Palacio de Exposiciones y Congresos, Santander. AIZERATU. Intervención artística, Palacio de Ayete, Asoc. Cultural Goikogaltzara, Ayto. San Sebastián.
Arteko galería, Superstudio Piú, Milán. CONTINIUM. Arteko Galería, ARTESANTANDER 2012. Feria internacional de Arte Contemporáneo. Palacio de Exposiciones y Congresos, Santander. ZUBITIK BARRENA. Intervención artística, Ría Urumea, Festival Olatu Talka, Ayuntamiento San Sebastián.
2012 Micro-Worlds . Mia Milan Image Art Fair 2012. 
2014 DISSOLUTIO. Sala Kutxa Boulebard, San Sebastián. WIESBADEN 2014. Galería Arteko, San Sebastián.  
2015 AEOLIA’S PARK. Kurk Park (Park Strabe), Kulturamt Wiesbaden K.D.ö.R. Wiesbaden (Alemania). . 
2017 MURGILKETAK. Viajes de Jung. Centro Cultural Koldo Mitxelena, San Sebastián.
2018 ALDERANZTEAK. Disertaciones en el espacio. Galería Vanguardia, Bilbao.

### Colectivas recientes
Son numerosas las exposiciones colectivas, algunas de ellas corresponden a la exposición de los premiados en algún concurso, como por ejemploː destacaremos XXVIII Premio de escultura Julio Antonio en el Museo de Arte Moderno de Tarragona. 2003 XXXVI PREMIO DE FOTOGRAFIA Y PINTURA ABC.  2012 UR ZURRUNBILOTSUAK/AGUAS TURBULENTAS/EAUX AGITES. Euro laboratorio transdisciplinar, primera fase, Museo Aquarium San Sebastián.1999 CERRADO POR OBRAS. Sala de exposiciones de Arteleku, San Sebastián. 1998 ENCUENTROS SOBRE VIDEO. Facultad de Bellas Artes, Universidad de Salamanca. IV CERTAMEN UNICAJA ARTES PLASTICAS. Palacio Episcopal, Málaga. Soberón abre la temporada de exposiciones en Irún, Guipúzcoa, en el año 2019 en la sala Menchu Gal.

## Becas y subvenciones
2015 Subvención de Artes Plásticas, área de Promoción y Difusión, Publicación “Pilar Soberón Tiempo entrópico. Obras 2012-2016”, otorgada por Eusko Jaularitza-Gobierno Vasco. 2014 Subvención exposición en Nápoles, Promoción de las Artes Plásticas y Visuales  Instituto Vasco Etxepare, EJ-GV. Subvención de Wiesbaden Kulturamt y IG Galerien Wiesbaden, producción y participación en Kunstsommer Festival 2014, Wiesbaden, (Alemania). 2012 Subvención exposición en MIA, Milan Art Fair, Promoción de las Artes Plásticas y Visuales Instituto Vasco Etxepare, EJ-GV. 2010 Subvención de Artes Plásticas, área de Promoción y Difusión, Publicación “Oro-Grafick Pilar Soberón”, otorgada por EJ-GV. 1994-95 Beca de Creación Artística, área de Escultura, concedida por la Diputación Foral de Guipúzcoa.

## Premios
2015 Finalista en PHOTISSIMA ART PRIZE VENICE 2015, Photissima Art Fair & Festival e l’Internazionale D’Arte LGBTE, Venice. 2003 Finalista en IV PREMIO ABC DE PINTURA Y FOTOGRAFIA. Arco 2003, Madrid. 2000 Selección en GURE ARTEA 2000. Eusko Jaularitza-Gobierno Vasco. 1998 Adquisición de obra y selección de cuatro obras en IV CERTAMEN UNICAJA ARTES PLASTICAS. Málaga. 1996 Finalista en CONCURSO DE ESCULTURA PASEO MARITIMO DE ZUMAIA. Selección BIENAL D` ART MODERN 1996, XXVIII PREMIO JULIO ANTONIO D’ESCULTURA. Dip. Tarragona. Selección ADQUISICIÓN DE PATRIMONIO ARTISTICO 1995-96. EHU-UPV, Campus Universitario, Leioa (Vizcaya). 1995 1.er Premio de Artes Plásticas en el XXXVI CERTAMEN DE ARTISTAS NOVELES DE GIPUZKOA. 1994 Finalista en el Concurso de proyectos ESCULTURA HOMENAJE A MANUEL LEKUONA. Lasarte-Oria, Guipúzcoa.

## Publicaciones
Dialnet ofrece un extenso listado de sus publicaciones, se citan algunas comoː 
2011 “Pilar Soberón ORO-GRAFIK”, Texto: Maria José Aranzasti. Catálogo monográfico. Dep. Cultura y Política Lingüística, EJ-GV, San Sebastián.
Obras 2012-2016”, textos: Pilar Soberón, Gigliola Foschi, Rocío de la Villa y Nekane Aranburu. Dep. Cultura y Política Lingüística, EJ-GV, San Sebastián.
2016 “IN-FLUIDO: Lo fluido como concepto y práctica artística”, tesis doctoral, director: Saturnino Gutiérrez Barriuso, ed. EHU-UPV, Leioa. 2016 “Pilar Soberón Tiempo entrópico.
2017 “Pilar Soberón, Murgilketak. Viajes de Jung”, textos: Francisco Javier San Martín y Pilar Soberón, catálogo de exposición en el Centro Cultural Koldo Mitxelena, ed. Diputación Foral de Guipúzcoa, San Sebastián.